# Drogomin
Drogomin is een plaats in het Poolse district  Sulęciński, woiwodschap Lubusz. De plaats maakt deel uit van de gemeente Sulęcin en telt 200 inwoners.